# Емануил Маламас
Емануил Маламас (на гръцки: Εμμανουήλ Μάλαμας) е гръцки архитект от XX век.

## Биография
Маламас е роден в 1887 година в западномакедонския град Сятища, тогава Османската империя, днес Гърция, в семейството на свещеник. Завършва гимназия Трамбадзио. В 1903 година заминава за Цариград и завършва лицея Хаджихристос. В 1907 година се записва в Техническия университет в Цариград да учи за архитект – инженер и завършва с отличие в 1911 година. Докато учи работи като помощник на видния инженер Георгиос Теохаридис, син на Теохарис Калфа. Приз избухването на Балканската война в 1912 година заминава за Атина и постъпва доброволец в Гръцката армия. Сражава се при Бизани и при Кукуш през Междусъюзническата война. Участва и в Първата световна война (1916 – 1918) и получава медал за успешното форсиране на Струма. В Гръцко-турската война (1919 – 1922) е ранен два пъти.
След войните се установява трайно в Солун и участва като архитект във възстановяването на града и изграждането на жилища за бежанците. В 1922 – 1939 година участва в множество обществени и частни строителни проекти:
- Катедралата „Свети Димитър“ в Сятища (1911), заедно с Аристотелис Захос;
- Демархията в Кожани;
- Къщите на Михаил Кукулидис и Цистопулос, 1925 – 1926;
- Обновяване на Керван сарая, 1927 (днес Солунска демархия);
- Строежа на Солунското пристанище;
- Църквата в Сятища „Свети Николай“, 1937;
- Обновяване на „Света Богородица Медникарска“ в Солун.

Участва в Итало-гръцката война в 1940 година. В 1945 година, след края на окупацията, британците му поръчват ремонта на Солунското пристанище. След войната изгражда и крайбрежния булевард „Тесалоники“.
Умира в Солун в 1974 година на 87-годишна възраст.